# Mateu Orsini
Mateu I Orsini era fill de Ricard Orsini i net de Margaritone de Brindisi. El 1197 en ser empresonat el seu avi, el pare va agafar les regnes del poder en nom de Mateu I, i al morir Margaritone, vers el 1203, va heretar el Comtat Palatí de Cefalònia i Zacint on va governar fins al 1238.
El 1238 les notícies desapareixen i probablement va morir encara jove, però els Orsini van romandre en possessió del feu doncs el 1260 apareix com a comte el fill Ricard I Orsini.
Probablement del 1238 al 1260 va actuar com a regent d'aquest fill, la dona de Mateu I, Anna Àngela, filla del sebastocràtor Joan Ducas i de Zoe Ducas (neboda de l'emperador romà d'Orient Isaac II Àngel).